# TT251
La tombe thébaine TT 251 est située à Cheikh Abd el-Gournah, dans la nécropole thébaine, sur la rive ouest du Nil, face à Louxor en Égypte.
C'est la tombe d'un dénommé Amenmosé, scribe royal, surveillant du bétail d'Amon.